# 齊納效應

二極體的電流-電壓特性曲線（橫軸是電壓，縱軸是電流），其中曲線在逆向偏壓下（第三象限）出現兩個分叉，右側分叉是齊納效應。

在電子學中，齊納效應（英語：Zener effect），又稱齊納崩潰（英語：Zener breakdown）其是一種電擊穿。當一個pn接面中的逆向偏壓太大，使大量自由載子得以從半導體價帶穿隧到導帶的時候，就會出現這種情況，具體的表現是迅速暴增的逆向電流。
齊納效應是由美國物理學家克拉倫斯·齊納發現；這個現象後來被是運用在齊納二極體之中，它具有穩定電壓的功能。

## 機制
在強勁的逆向偏壓下，pn接面的空乏區變寬，導致接面上產生高强度電場。電場如果夠強，就能讓電子穿越的空乏區，產生大量的自由載子，這導致逆向電流暴增。根據發現，齊納效應發生時，電場強度大約是3×107 V/m。在齊納效應發生後，齊納二極體電流-電壓曲線的斜率很大（也就是電導很大）。

## 與突崩潰的關係
齊納效應跟突崩潰不同。突崩潰發生時，空乏區中的載子一樣會被電場加速；但與齊納效應不同的是，突崩潰時，電子的能量足以藉由碰撞原子中的束縛電子，來釋放電子電洞對（此過程稱為碰撞游離）。齊納效應和突崩潰可能同時發生，也可能各自發生而不相關。
對pn接面二極體來說，發生在逆向偏壓5伏特以下的電擊穿通常是由齊納效應引起的，而發生在5伏特以上的話，則是由突崩潰引起的。而如果是接近5伏特的時候發生，通常是這兩種效應的某種組合引起的。
在重度摻雜（中度摻雜的p型半導體中度和重度摻雜的n型半導體）的接面中，空乏層較狹窄，傾向發生齊納效應。當接面是由輕度摻雜半導體組成，空乏層較寬時，傾向發生突崩潰。如果接面溫度升高，會增加齊納效應對擊穿的貢獻，同時降低突崩潰的貢獻。

### 內文引註
1. ↑  . Circuits Today. 2009-08-25  [2024-01-19]. （原始内容存档于2017-12-10） （英语）.
2. ↑  Lutz 1999，第51頁.
3. 1 2  Jones, R. Victor. . School of Engineering and Applied Sciences, Harvard University. 2001-10-18. （原始内容存档于2017-06-10） （英语）.
4. ↑  Fair, R.B.; Wivell, H.W. . IEEE Transactions on Electron Devices. May 1976, 23 (5): 512–518  [2024-01-19]. ISSN 1557-9646. S2CID 12322965. doi:10.1109/T-ED.1976.18438. （原始内容存档于2024-03-29） （英语）.

### 來源
- Lutz, Gerhard. . Springer. 1999. ISBN 978-3-540-71679-2. doi:10.1007/978-3-540-71679-2   （英语）.